# 21. Waffen-Gebirgs-Division der SS Skanderbeg (albanische Nr. 1)
De 21. Waffen-Gebirgs-Division der SS Skanderbeg (albanische Nr. 1) was een vrijwilligersdivisie van de Waffen-SS bestaande uit een etnisch Albanees bataljon gespecialiseerd in bergjagen tijdens de Tweede Wereldoorlog. De eenheid werd in maart 1944 opgericht door Heinrich Himmler en ze werd vernoemd naar de middeleeuwse Albanese vorst Gjergj Kastrioti (Skanderbeg), de latere nationale held van Albanië die gedurende 25 jaar de Ottomaanse politieke en militaire ambities had bestreden. Eind 1944 hield de divisie op te bestaan. De eenheid stond bekend om haar wreedheid richting de Servische bevolking in Kosovo, waarna het de regio etnisch zuiverde in de wens voor een Groot-Albanië. Volgens de Amerikaanse journalist Chris Hedges was het UÇK (actief in de jaren 90) in haar werkwijze en ideologie beïvloed door de SS Skanderbeg-divisie.

## Samenstelling
De 21e Waffen-Gebirgs-Division der SS "Skanderbeg" was een infanteriedivisie (bergjagers) van de Waffen-SS, de gewapende vleugel van de Duitse nazi-partij. Het werd gevormd rond de kern van een Albanees bataljon dat kort had gestreden tegen de Joegoslavische partizanen in het oosten van Bosnië, als onderdeel van de 13. Waffen-Gebirgs-Division der SS Handschar (kroatische Nr. 1). Het werd samengesteld uit etnische Albanezen met voornamelijk Duitsers en Joegoslavische "Volksdeutsche" (etnische Duitsers) als officieren en onderofficieren. De divisie werd de bijnaam "Skanderbeg" gegeven, naar een Albanese nationale held. De naam van de Waffen-SS-divisies hing af van de rassen waarmee de divisies waren gevormd. Als de divisie bestond uit Duitse vrijwilligers heette ze SS-Division, als ze bestond uit Volksduitsers of andere vrijwilligers van een Germaans ras heette ze SS-Freiwilligen-Division en als ze bestond uit een van andere rassen, voornamelijk Oost-Europeanen, heette ze Waffen-Division der SS. De 21e heeft nooit echt de grootte van een divisie bereikt, hooguit een sterkte van ongeveer 8.500 man, verdeeld over twee infanterieregimenten, een artillerieregiment en enkele ondersteunende afdelingen.

## Achtergrond
Het Koninkrijk Italië was Albanië binnengevallen op 7 april 1939, vijf maanden voor het uitbreken van de Tweede Wereldoorlog. Na vijf dagen was het verzet gebroken en het land bezet. Na de invasie van Joegoslavië door de As-mogendheden op 6 april 1941, werd het Italiaanse Albanië met aangrenzende delen van Joegoslavië uitgebreid. In augustus 1943, geconfronteerd met een dreigende Italiaanse overgave, stuurden de Duitsers het 2de Pantserleger naar de Balkan om de gebieden over te nemen die eerder door Italië waren bezet, waaronder ook Albanië. De Duitsers richtten zich vervolgens op (onder anderen) etnische Albanezen uit de regio Kosovo in Joegoslavië, teneinde hen te rekruteren voor de strijd tegen Albanese en Joegoslavische partizanen. Al snel waren er zo'n 1.000 rekruten opgenomen in het Albanese bataljon van de 13de Waffen-Division der SS. Zij ontvingen een moderne uitrusting van de SS, alsmede trainingen in Zuid-Frankrijk en in het geannexeerde westen van Polen.

Gedurende de Italiaanse bezetting had een deel van de Albanese politiek zich sterk gemaakt voor een "Groot Albanië", dat onder meer ook delen van Kosovo moest omvatten. Na het vertrek van de Italianen en de komst van de Duitsers wendden zij zich tot Berlijn met verzoeken tot grenscorrecties. Bedri Pejani, voorzitter van de Tweede Liga van Prizren, een organisatie van "Albanese intellectuelen", spiegelde de bezetter de mogelijkheid voor van een Albanees steunleger met een sterkte van twee divisies. In reactie hierop onttrok de SS 300 Albanezen aan het Kosovaarse bataljon van de 13e divisie en maakte het tot kern van de nieuw op te richten 21e divisie. Op 1 mei 1944 kreeg de divisie formeel gestalte en werd zij in het gebied Peć-Priština-Prizren gelegerd.

## Inzet, opheffing

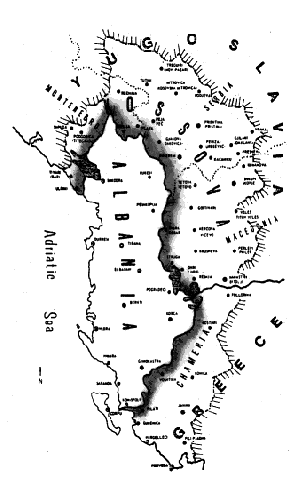
Albanië in de Tweede Wereldoorlog

Uiteindelijk werden door Albanese collaborateurs de namen van 11.398 mogelijke rekruten voorgelegd aan Berlijn. Hiervan werden in eerste instantie 9.275 geschikt bevonden, en rond 6.400 werden feitelijk bij de Waffen-SS ingelijfd. De 21ste Waffen SS Gebirgs-Division was de enige etnisch Albanese divisie die door de Duitsers tijdens de Tweede Wereldoorlog was opgesteld. De divisie werd oorspronkelijk opgericht om partizanen te bestrijden en rekruten werden onder andere gelokt met de belofte dat de gebieden die uit een meerderheid van Albanezen bestond, bij Albanië zouden worden gevoegd. De rekruten werden matig uitgerust en getraind en de divisie bleek slecht opgewassen te zijn tegen de uitdagingen van de partizanenoorlog. Voorts wordt hen plundering, slechte discipline en zelfs het ronduit weigeren van bevelen toegeschreven.

Op 28 juli 1944, heeft de divisie 800 inwoners van het dorp Velika gedood en 673 burgers in de omliggende dorpen. De eenheid hielp ook mee met de deportatie van 281 Joden. Deze daden worden gezien als de grootste oorlogsmisdaden van de divisie Skanderbeg.

De divisie werd slechts eenmaal voor een belangrijke missie ingezet, de tegen partizanen gerichte "Operatie Draufgänger" in Montenegro in juli 1944. In augustus 1944 nam zij nog deel aan de "Operatie Fuchsjagd", die door de communisten "Slag bij Debar" werd genoemd. Na deze inzet werd de 21e divisie als beveiligingseenheid rond de chroommijnen in Kosovo gestationeerd. Hier leed het sterk onder aanvallen van partizanen, met grootschalige desertie als gevolg. In november 1944 werd de divisie ontbonden, met nog slechts zo'n 500 Albanezen in haar rangen. Het restant ging in januari 1945 op in de 7. SS-Freiwilligen-Gebirgs-Division Prinz Eugen.

## Commandanten[6][7]
| Rang                                                                         | Naam               | Begin                         | Eind                               | Opmerking |
| ---------------------------------------------------------------------------- | ------------------ | ----------------------------- | ---------------------------------- | --- |
| SS-Oberführer der Waffen-SS SS-Brigadeführer en Generalmajor in de Waffen-SS | August Schmidhuber | 1 mei 1944 - 15 augustus 1944 | 11 december 1944 - 20 januari 1945 | Van september 1944 vallen de eenheden uiteen als gevolg van desertie en gebrek aan discipline. |
| SS-Obersturmbannführer                                                       | Alfred Graf (i.V.) | Augustus 1944                 | Oktober 1944                       | In januari 1945, nadat de Albanezen van het SS-Freiwilligen-Gebirgsjäger-Regiment 14 "Skanderbeg" gedemobiliseerd waren, werd het Duitse vast personeel naar de 7. SS-Freiwilligen-Gebirgs-Division Prinz Eugen overgeplaatst en door SS-Obersturmbannführer Alfred Graf geleid. |

## Uitrusting, uniform
De divisie werd uitgerust met Duitse infanteriewapens en hulpmiddelen. Het divisie-embleem op de arm bestond uit een witte tweekoppige adelaar op een zwarte achtergrond, symbolisch voor de vlag van Albanië. De rekruten droegen de traditionele witte Albanese kap, de Qeleshe, en later het grijze SS-hoofddeksel in dezelfde stijl, met de Totenkopf aan de voorzijde, naast een kraag-embleem met de Skanderbeghelm.

## Gebied van operatie[7]
Mei 1944 - januari 1945: Joegoslavië

## Beoogde samenstelling[6][8][10]
- Waffen-Gebirgs-Jäger-Regiment der SS 50
- Waffen-Gebirgs-Jäger-Regiment der SS 51
- SS-Gebirgs-Aufklärungs-Abteilung 21
- SS-Gebirgs-Panzerjäger-Abteilung 21
- Waffen-Gebirgs-Artillerie-Regiment der SS 21
- SS-Gebirgs-Pionier-Bataillon 21
- SS-Feldersatz-Bataillon 21
- SS-Nachrichten-Abteilung 21
- SS-Verwaltungs-Truppen 21
- SS-Kraftfahrparktruppen 21
- SS-Nachschubtruppen 21
- SS-Feldpostamt 21
- SS-Ordnungstruppen 21
- SS-Veterinär-Kompanie 21
- SS-Sanitäts-Bataillon 21